# 1560

## Esdeveniments
- 13 de setembre, Tolosa de Llenguadoc: Arnaud de Tilh és condemnat a mort per haver usurpat la identitat de Martin Guèrra durant quatre anys.
- Importació de la primera tulipa de Turquia al comtat d'Holanda
- Comença l'època dels pirates al Carib
- S'introdueix el tabac a la cort francesa
- Primera menció del mot purità a Anglaterra
- Creació de la Fira del Llibre de Frankfurt

## Naixements
Món
- Rab (Croàcia), Marc Antoni de Dominis, eclesiàstic, herètic i un dels primers científics a explicar el fenomen de l'arc de sant Martí.
- Anglaterra: Jan Anger, escriptora i feminista (m. 1600).

## Necrològiques
- Louis Bourgeois, compositor francès.